# Лингер, Андреас
Андреас Лингер (нем. Andreas Linger; род. 31 мая 1981, Халль-ин-Тироль, Тироль) — австрийский саночник. Двукратный олимпийский чемпион игр 2006 года в Турине и 2010 года в Ванкувере, чемпион мира и Европы. Выступал в заездах «саней-двоек». С 2000 года неизменно выступал в паре с младшим братом Вольфгангом. Братья Лингеры завершили карьеру после Олимпийских игр 2014 года.
На международной арене с 2000 года. Первого серьёзного международного успеха добился на чемпионате мира в Сигулде в 2003 году, выиграв золотые и бронзовые медали чемпионата. В общей сложности выиграл 6 наград чемпионата Европы, одна из них золотая. Лучшим достижением в итоговом зачете этапов кубка мира является 3-е место, показанное в сезонах 2004—2005 и 2007—2008 годов.